# Controle automático de ganho

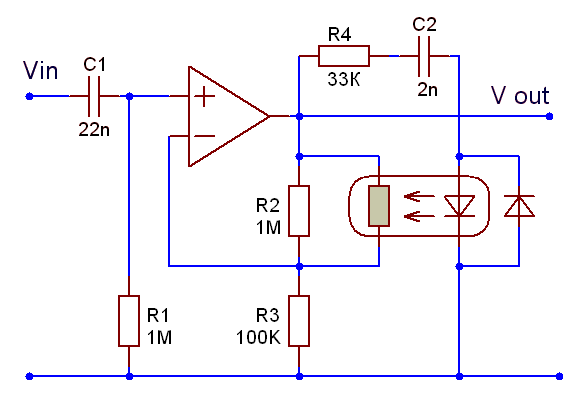
Esquema de um CAG utilizado para um sistema de telefone analógico.

Controle automático de ganho (CAG), técnica da eletrônica analógica que consiste em um laço de realimentação que atua sobre o ganho de um amplificador de forma manter a amplitude de saída do sinal dentro de uma faixa de valores ou, ainda, em um valor constante pré-determinado. Estes circuitos são utilizados em diversas áreas de aplicação, como em controladores de volume em rádios AM, radares e estabilizadores de amplitude em osciladores eletrônicos. No caso dos rádios AM o CAG é utilizado para fazer a equalização do volume nos receptores de radio frequência de diferentes estações de rádio, devido a diferenças na força dos sinais caso não houvesse o controle automático ganho os volumes de uma estação de rádio para outra iram variar de acordo com a intensidade do sinal, podendo por isso também ser chamado de controle automático de volume (CAV), ou no caso do rádio FM é conhecido por controle automático de frequência (AFC).

## Funcionamento
O funcionamento do controle automático em um rádio AM é baseado na sua implementação via sinal de saída de realimentação da saída do demodulador para o estágio de FI, como sua função sendo de impedir que a frequência ultra passe certos níveis indesejáveis, desta forma regulando o volume.

## Referencias
1. K. Küpfmüller, "Über die Dynamik der selbsttätigen Verstärkungsregler", Elektrische Nachrichtentechnik, vol. 5, no. 11, pp. 459-467, 1928. (German) On the dynamics of automatic gain controllers, (English translation)
2. Automatic gain control in receivers by Iulian Rosu, VA3IU